# Brendan Coyle

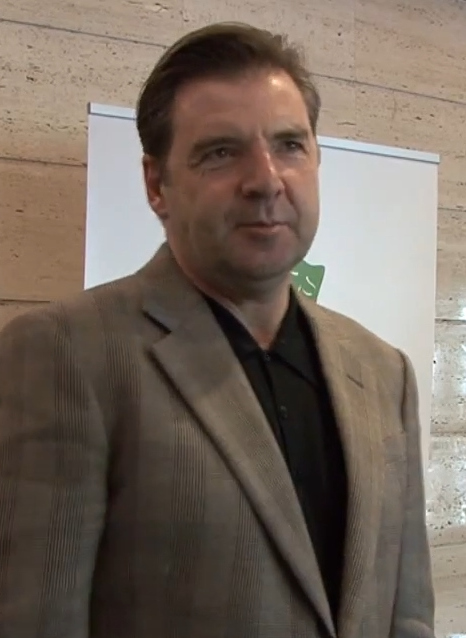
2012

Brendan Coyle of David Coyle (Corby, Northamptonshire, 2 december 1963) is een Brits-Iers acteur.

## Levensloop
Coyle is de zoon van een Ierse vader en een Schotse moeder. Hij geniet de dubbele Ierse en Britse nationaliteit.
Hij deed theaterstudies in Dublin (1981) en aan de Engelse Mountview Academy of Theatre Arts (1983).
In 1999 ontving hij een Laurence Olivier Award en een New York Critics Theater World Award for Outstanding Broadway Debut voor zijn rol in The Weir.
In 2001 was hij Gestapochef Heinrich Müller in de film Conspiracy, Kaz Sweeney in True Dare Kiss en Nicholas Higgins in North & South, een tv-serie voor de BBC.
Vanaf 2008 speelde hij Robert Timmins in tv-series gebaseerd op Lark Rise to Candleford. In 2010 begon hij als John Bates, lakei voor de Earl of Grantham in de tv-serie Downton Abbey, waarvoor hij verschillende prijzen ontving.

## Filmografie
- 1995: Dangerfield
- 1995–1996: Thief Takers
- 1996: Silent Witness
- 1997: James Bond film Tomorrow Never Dies
- 1997: The last bus
- 1998: The General
- 2001: The Inspector Lynley Mysteries
- 2001: The Wannsee Conference
- 2001: The Mapmaker
- 2001: The Bombmaker
- 2003: Waking the Dead
- 2004: North & South
- 2004: Amnesia
- 2005: The Jacket
- 2007: True Dare Kiss
- 2008–2010: Lark Rise to Candleford
- 2009: Perrier’s Bounty
- 2009: Inspector George Gently
- 2010–2015: Downton Abbey
- 2012–2013: Starlings
- 2015: Spotless
- 2012: The Raven
- 2016: Me Before You
- 2018: Mary Queen of Scots
- 2018: Requiem
- 2019: Downton Abbey (film)
- 2022: Downton Abbey: A New Era

## Bron
Dit artikel is gebaseerd op de Engelse Wikipedia.